# Девич, Войислав Д.
Войислав Д. Девич (серб. Војислав Д. Девић) род. в  Новы-Саде, в 1952 г.) – исследователь, теоретик и практик пространственного планирования, градостроительства, архитектуры, защиты архитектурного наследия, экологии, футурологии, картографии и геостратских проектов.

## Биография и карьера
Девич окончил Архитектурный факультет в Белграде в 1977 году (кафедра для городского планирования. Он специализировался на градостроительстве в Парижском университете VIII в Сен-Дени в 1982/3 г.
С 1979 по 1994 год работал в Институте урбанистики города Нови-Сад, где с 1992 по 1994 гг. также был членом Совета руководства. Член городской комиссии Нови-Сада по вопросам городского планирования на 1990–1992 и 2001–2003 годы. В 2001–2002 гг. работал в Исполнительном совете АК Воеводина в Секретариате экономики, в Секторе градостроительства и строительства. С 2013 по 2016 год он был членом Совета по урбанистике, коммерческим помещениям и жилищным вопросам Совета города Нови-Сад.
С 1992 года Девич был секретарем Словенского института в Нови-Саде; с 2005 г. советник Географического института имени Йована Цвийича Сербской академии наук и искусств; с 2008 года директор по Стратегии Проекта, а с 2011 года руководитель фонда Матица Мира. В 1995 году он был избран профессором и академиком Международной славянской академии наук, образования и искусств в Москве.
Защитник площадей, кладбищ и церквей Нови-Сада, а также представитель общего архитектурного наследия Воеводины и цивилизационного наследия сербского Дунайского региона
Участник около тридцати профессиональных и научных симпозиумов сербского, югославского, европейского и мирового уровня с авторскими докладами. Соавтор и автор нескольких десятков городских планов и проектов. Автор большого количества статей в профессиональной и ежедневной прессе.
Девич является членом Общества архитекторов Нови-Сада, Ассоциация художников-прикладников и дизайнеров Воеводины, Ассоциации урбанистов Сербии, Словенского института в Нови-Саде, Европейского института древнеславянских исследований в Лондоне и Международной словенской академии наук, образования, культуры и искусства в Москве.

## Философские идеи и мирные проекты
Борец за экологию и создатель идей «биополиса» – модели здорового, гармоничного и желанного города, «Олимпиаполиса» – сбалансированного города ненасильственного мира, «мудраполиса» – вотивного города печати с толерантными преградами, стратегии выживания городов в XXI веке. Фрушка-Горы как третьей Святой Горы и «аскетополиса» – стратегии самоограничения города.
Является автором концептуальных мирных проектов «Вселенские конаки» возле святилища Марии Снежны в Текии; «Србалбанополис» – города примирения сербов и албанцев; «Срб-Бош-Хрт» – Дворца примирения православных сербов, исламских боснийцев и римско-католических хорватов в Сараево; «Япон полис» - в районе среднего Дуная; «Ценпантранс» – Центра панармонической трансформации человека и мира (крупнейший проект, который Сербия выставила на Всемирной выставке ЭКСПО 2010 в Шанхае в сербском павильоне и его увидели более 3,5 миллионов посетителей); «Общеевропейское миротворчество на Дунае; Бео-Бер-Мос, Белград-Берлин-Москва», город примирения немцев и русских в сербском районе Дуная; «Евроазиатский центр» в сербском Дунайском регионе; «Прага, город примирения великих сил»; «Нови-Сад-Новый Мир-Ново Добро» и другие.

## Ауторские книги
- Пројекти толеранције – мондијализам, екуменизам и православље, 1996 (тројезична).
- Прикривено име и непознати урбанолошки родопис Новог Сада, 1997.
- Може ли земљотрес угрозити сигурност Новог Сада?, 1998.
- Етичко-еколошка посланица колегама архитектама и урбанистима III миленијума, 1999 (петојезична) – награђена на Урбанистичком салону у Нишу исте године.
- Град помирења XXI века Србалбанополис , 2002 (четворојезична).
- Идејни концепт храма свехришћанског сусретања и помирења Св. Јован Крститељ, 2003. (двојезична)
- Нови креативни простори Војводине – Преглед напуштених и недовољно искоришћених објеката у АП Војводини са анализом и проценом могућности њихове трансформације у објекте културе, 2014.
- Нови креативни простори Војводине као потенцијал развоја локалних заједница, 2015.
- Нови креативни простори – Домови културе за 21. век.

## Персональные выставки
- «Проекты толерантности для третьего тысячелетия / Пројекти толеранције за III миленијум», Галерея САНУ, Нови-Сад (2000);
- «Храм всехристианской встречи и примирения / Храм свехришћанског сусретања и помирења», Галерея Воеводянского банка, Нови-Сад (2005);
- «Информационные карты благ Нови-Сада, Сремски-Карловца, Светой Фрушка-Горы и Воеводины / Инфо карте добара Новог Сада, Сремских Карловаца, Свете Фрушке горе и Војводине», Галерея «Форма», Нови-Сад (2006);
- «Информационные карты благ Воеводины и Сербии / Инфо карте добара Војводине и Србије», Дом культуры, Будакалас, Венгрия (2008);
- Видеофильм «Ценпантранс» / Видео филм "Ценпантранс", Павильон Сербии, вип салон, Всемирная выставка ЭКСПО 2010, Шанхай, Китай (2010);
- Мультимедийная миротворческая выставка «Ценпантранс» / Мултимедијална миротворна изложба „Ценпантранс“, Исполнительный совет АК Воеводина, парадный зал, Нови-Сад (2012);
- Мультимедийная выставка «Центр общехристианской встречи и примирения» / Мултимедијална изложба „Центар за свехришћанско сусретање и помирење“, Галерея «Мост», Институт культуры Воеводины (2013);
- «Антиапокалиптические проекты – made in Serbia / „Антиапокалиптични пројекти — made in Serbia“», Дом Джуро Якшича, Белград (2015);
- «Дунайские креативные проекты / „Подунавски креативни пројекти“», Галерея «ИТД», Петроварадинская крепость (2015);
- Персональная авторская картографическая выставка / Самостална ауторска картографска изложба, Галерея "Форма", УПИДИВ, Нови Сад (2016);
- «Представление различий в специфике культурных, религиозных и мирных ценностей АК Воеводина / „Презентација диференција специфика културних, религиозних и миротворних вредности АП Војводине“», Галерея «Мост», Институт культуры Воеводины, Нови-Сад, 2016.

Он также участник десятков коллективных выставок.

## Внешние ссылки
- „Цивилизацијски џинови, бирајте – рат или мир! (Архитекта Војислав Девић позива председнике Јоакима Гаука и Владимира Путина да измире Немачку и Русију на српском Подунављу)“, разговор водила: Невенка Стојчевић, Геополитика, Београд, бр. 74, мај 2014.
- Ристић, Д. „Водич кроз прошлост чувене школе“, Дневник, Нови Сад, 13. 2. 2016.
- Инфо сајт Добра Војводине
- Храм свехришћанског помирења